# 金元外交
金元外交是美国第27任总统威廉·霍华德·塔夫脱于就职期间提出的鼓励银行家扩大海外投资的外交政策。由於拉美国家反對美國的大棒政策，塔夫脱承諾不武力侵略，而通過投资帮助拉美国家发展。有些人認爲金元外交就是资本渗透，通过投资，獲得更多的市场和特权。此外，由於美国繼續執行大棒政策，采取大棒政策和金元政策相结合的外交政策，拉美国家再次反对美国。为改善这种情形，小罗斯福於就职時提出了睦邻政策，但仍然有些人認爲睦邻政策与大棒政策和金元政策的本质一样，雖然承諾「平等」，但實際控制拉美国家。